# Avenue B (альбом)
Avenue B (рус. Авеню Б) — студийный альбом рок-музыканта Игги Попа, был издан в 1999 году, на лейбле Virgin Records.

## Об альбоме
В поддержку альбома прошёл концертный тур, и был выпущен DVD «Live at Avenue B». Концерт был записан на Ancienne Belgique в Брюселле, 2 декабря 1999 года.
Был снят видеоклип на сингл «Corruption».

## Список композиций
Все песни написаны Игги Попом, за исключением отмеченных.
1. «No S**t» — 1:21
2. «Nazi Girlfriend» — 2:57
3. «Avenue B» — 5:19
4. «Miss Argentina» — 4:14
5. «Afraid to Get Close» — 0:59
6. «Shakin' All Over» (Johnny Kidd) — 4:35
7. «Long Distance» — 4:56
8. «Corruption» (Hal Cragin, Whitey Kirst, Pop) — 4:23
9. «She Called Me Daddy» — 1:52
10. «I Felt the Luxury» (William Martin, John Medeski, Pop, Christopher Wood) — 6:30
11. «Español» (Whitey Kirst, Pop) — 4:10
12. «Motorcycle» — 2:42
13. «Facade» — 5:28

## B-Sides и Альтернативные версии
- «Corruption» (сингл версия) — 4:00
- «Rock Star Grave» (сторона-Б сингла «Corruption») — 4:30
- «Hollywoof Affair» (вместе с Джонни Деппом; сторона-Б сингла «Corruption») — 2:53

## Участники записи
- Игги Поп: вокал, гитара
- Питер Маршал: гитара
- Ленни Кастро: перкуссия
- Хэл Крэгин: бас
- Дэвид Мэнсфилд: виолончель
- Джон Медески: орган, wurlitzer
- Ларри Маллинс: ударные, табла, вибрафон
- Билли Мартин: ударные
- Крис Вуд: бас
- Майкл Чэйвес: клавишные
- Уайти Кирст: гитара
- Эндрю Чепс: loops, mixing